# ハロ (お笑いコンビ)
ハロはワタナベエンターテインメントに所属していたお笑いコンビ。2002年結成。2009年1月末解散。

## コンビ
- 2002年、竹内がアルバイト先で知り合った増井を誘ってコンビを結成した。そのため二人の芸歴は約10年違う。
- コンビ名の由来は、機動戦士ガンダムに登場するロボット「ハロ」より。
- コンビ結成後、ヤポンスキー、モンキーチャック、にしおかすみこ、ムートン、Diceなどといくつもの自主ライブを開催してきた。解散直前には『どこでも90分!!』（メンバーはハロ、ムートン、中央線withyouの3組。現在は3組とも解散している）を行っている。

## ネタ
- 増井歩が日本語を韓国語やフランス語・イタリア語・ドイツ語・中国語のように喋り、笑わせるネタを持つ。竹内康晃の「聞こえる～」がきめゼリフ。逆パターンで「日本語に聞こえる韓国語」というネタもある。
- 増井がぺよん潤（韓国語およびフランス語）・マスィオーネ先生（イタリア語）・チャンサン（中国語）などのキャラクターで登場することも多い言語シリーズでは、増井歩がボケで竹内康晃がツッコミ的なポジションをとり、近年では竹内がツッコミで増井がボケになりつつある。

## メンバー
- 竹内康晃（たけうち やすあき、1977年5月4日 - ）

ボケ担当。東京都出身。
1993年からお笑いコンビ「ジェット☆キッズ」として活動、2001年末解散。
- 増井歩（ますい あゆむ、1975年5月30日 - ）

ツッコミ担当。岐阜県出身。ペ・ヨンジュンに似ているため「ぺよん潤」という愛称がある。

## 出演番組
- エンタの神様（日本テレビ）キャッチフレーズは「異国文化の変換機」
- 大笑点（日本テレビ）
- お台場お笑い道（フジテレビONE）

### コマーシャル
- 資生堂「uno」
- ビッグタイガー 富山県のパチンコ屋のCM（増井のみ）